# Sydkorea i olympiska vinterspelen 1968
Sydkorea deltog med åtta deltagare vid de olympiska vinterspelen 1968 i Grenoble. Ingen av landets deltagare erövrade någon medalj.